# 成雙變質帶
成雙變質帶（英語：paired metamorphic belts）是一組平行的線性變質岩帶，一個帶由低溫高壓變質礦物組合，另一帶以高溫低壓變質礦物組合。兩帶之間有對比鮮明的變質礦物組合。 成雙變質帶是在聚合板塊邊緣造成的。沿海溝區域產生低溫、高壓變質環境，而弧區下方產生高溫、低壓變質環境。
低溫高壓變質帶以藍片岩相和榴輝岩相為主。 常見的礦物包括：硬柱石、石榴石、藍閃石、柯石英（英語：coesite）、绿纤石、赤鐵礦。 這種礦物組合表明在 2.5-3.5 GPa 的壓力下溫度為 500-800 攝氏度。 
高溫低壓變質帶以麻粒岩相和角閃岩相為主。 常見礦物包括：矽線石、石英、堇青石、斜方輝石。 這種礦物組合表明溫度在 0.5-1.3 GPa 的壓力下達到 1000 攝氏度。
成對的變質帶可推斷俯衝方向和板塊相對運動。 例如，日本東部的 Ryoke/Sanbagawa 成對變質帶指出西北俯衝方向的變質序列。 而日本西海岸的 Hidaka/Kamuikotu 成對變質帶則表現出相反的方向，表明了不同的俯衝方向。